# Honoré Champion
Pour les articles homonymes, voir Champion (homonymie).
Honoré Champion, né le 13 janvier 1846 à Paris 5e et mort le 8 avril 1913 à Paris 6e, est un libraire-éditeur français.
Fondateur des éditions Honoré Champion en 1874, il a publié des ouvrages scientifiques de fond, notamment sur l’histoire et la littérature françaises.

## Biographie
Honoré Champion a débuté, à l’âge de treize ans, après avoir fait ses études au lycée Turgot, dans la carrière comme petit commis de l’ancienne librairie Dumoulin, spécialisée dans les productions des provinces. En 1870, il accomplit son devoir et prend part à la bataille de Champigny, ce qui lui vaudra la médaille militaire. C’est également à cette occasion qu’il a rencontré, dans un village d’Argonne, la jeune fille qu’il devait amener à Paris et qui devait être la compagne de sa vie.
Après le conflit de 1870, son employeur lui ayant donné un mois de congé, il rend à Metz occupée par les Allemands, et réussit à acquérir, moyennant quatre ou cinq mille francs, la bibliothèque de l’École d’Artillerie de Metz que ceux-ci étaient en train de bazarder à vil prix. Parmi les trois wagons de marchandises de livres, brochures, etc., qui devaient revenir à l’État français et former une partie de la bibliothèque de l’École militaire de Fontainebleau, se trouvaient les manuscrits de Vauban.
En 1872, il fonde, à l’âge de 26 ans, sa propre maison d’édition au nº 5 du quai Malaquais. En 1890, à la suite de l’acquisition par l’État de l’hôtel de Chimay pour agrandir l’École nationale supérieure des beaux-arts, il quitte la « librairie spéciale pour l’histoire de France et l’histoire de Paris », pour emménager au nº 9 du quai Voltaire, dans l’ancienne boutique du père d’Anatole France, le libraire Noël Thibault, maison où passeront pendant des décennies nombre de personnalités des lettres, d’érudits, de bibliophiles et d’amateurs d’art, dont il était devenu une sorte de collaborateur par le savoir qu’il possédait sur les ouvrages nécessaires à leurs travaux.
Vivant dans la familiarité du Collège de France et de l’Institut, sa librairie était tour à tour le salon d’attente ou le cénacle où les académiciens pouvaient se retrouver après les séances. Les membres de l’Académie des Inscriptions et Belles-Lettres s’y donnaient rendez-vous le vendredi. On y croisait Léopold Delisle, Gaston Paris, Jean Longnon, pour qui et par qui ont été fondées maintes revues savantes traitant les sujets les plus divers, depuis les publications sur le moyen âge, les études rabelaisiennes, jusqu’aux archives diplomatiques et aux études sur la Révolution. Il a ainsi pris, comme éditeur, une grande part aux derniers travaux de science, de linguistique, de critique, d’histoire littéraire de son temps. On lui doit notamment la publication de l’Atlas linguistique de la France, œuvre considérable de recension de la variation linguistique des différents dialectes des langues romanes, ou de l’Armorial de Picardie, d’Artois et Bourgogne.
Il a publié plusieurs grandes revues spécialisées. Il était éditeur de la revue scientifique Romania, de la Revue critique d'histoire et de littérature, de la Revue des bibliothèques (d) , le Moyen Âge, de la Revue de l’Art chrétien, de la Société de l’Histoire de Paris, de la Société de l’Histoire de l’Art français, la Revue celtique, la Revue de Bretagne, la Revue de Gascogne, et d’un grand nombre de publications savantes.

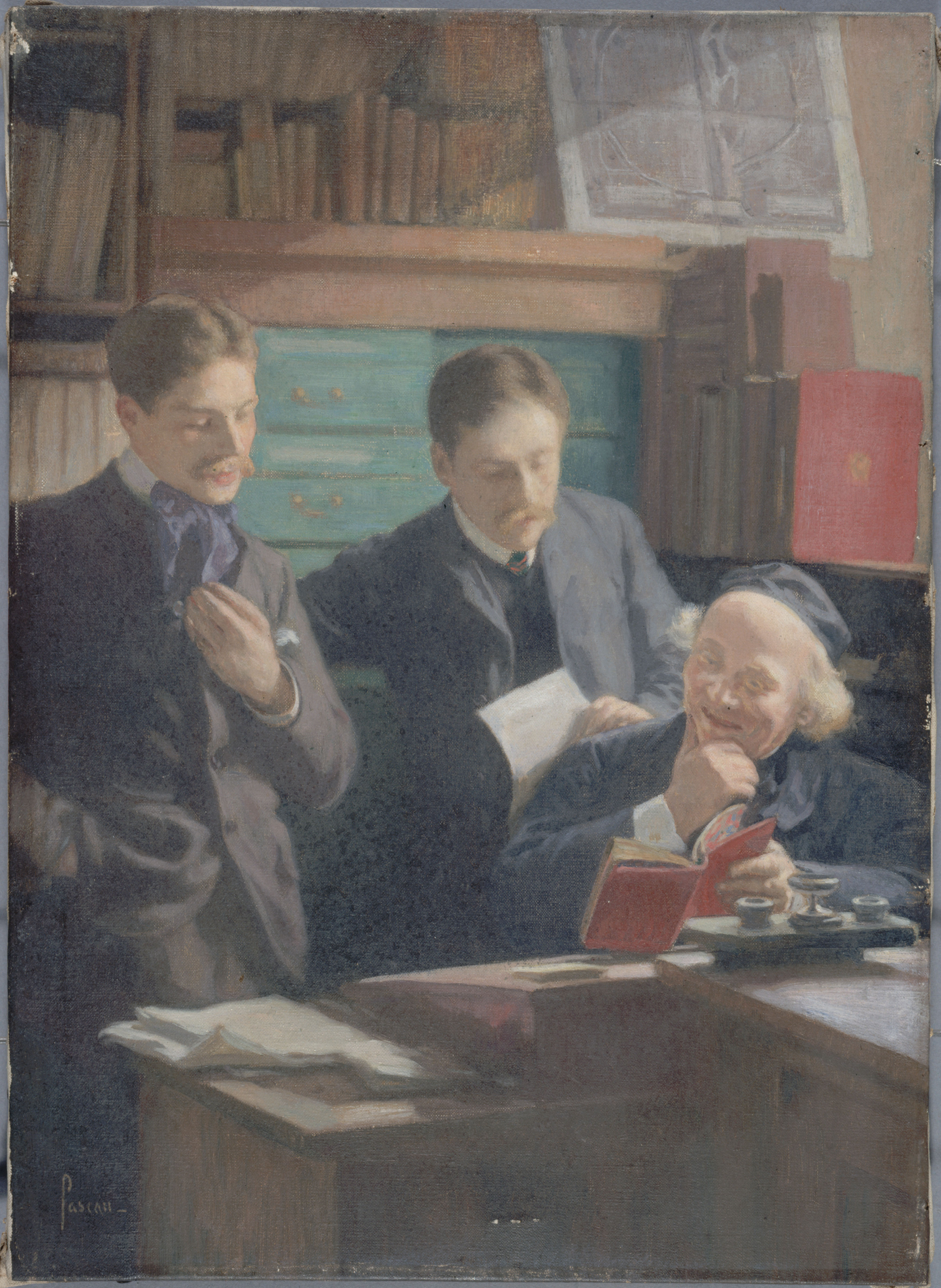
Honoré Champion entouré de ses fils Pierre et Édouard. Toile d'Eugène Pascau, vers 1900, musée Carnavalet.

Après avoir acquis, en 1905, le fonds de la librairie Bouillon, il devient ainsi l’éditeur de la Société de linguistique et de la Section des sciences historiques et philologiques de l’École pratique des hautes études. Il prend alors le contrôle, avec plusieurs revues fort estimées, du Recueil de travaux relatifs à la philologie et à l’archéologie égyptiennes et assyriennes, fondé par Gaston Maspero. L’aide de ses fils, l’historien Pierre Champion, qui s’est fait connaitre par des publications sur la Renaissance, et le libraire-éditeur Édouard Champion, qui devait lui succéder, auxquels il avait assuré la solide instruction qu’il regrettait de n’avoir pas reçue, lui a permis de poursuivre la suite de publications si diverses et de ne plus limiter les productions de sa maison à l’histoire de France.
Avec son fils Édouard, il a révolutionné l’industrie du livre française, en offrant, les premiers, au public, des ouvrages assez chers, mais assurés de perdurer, à une époque où la cherté des matières premières et le cout de la main-d’œuvre avaient fini par forcer les imprimeurs à imprimer les ouvrages à trois francs cinquante sur du papier de qualité très inférieure putrescible. L’édition intégrale ne varietur de la Vie de Henry Brulard, au tirage restreint sur un « impérissable papier pur chiffon » représente un bon exemple de cette innovation.
Cet éditeur des historiens, des paléographes et des médiévistes, collectionneur de chartes et d’archives, qui a fréquenté plusieurs générations d’illustres écrivains et d’érudits, s’intéressait également aux débutants qu’il encourageait de ses conseils discrets. Ses relations de plus en plus étendues l’ont fait choisir pour rédiger le catalogue et procéder à la vente de bibliothèques laissées par un certain nombre de savants tels que Charles Giraud, le baron de Witte ou Jules Desnoyers.
Un des titres auquel il attachait du prix était d’avoir fondé, en 1872, la Société de l'histoire de Paris. Expert près le tribunal civil de la Seine, libraire de la Ville de Paris, il était également membre de la Société historique et archéologique des 1er et 2e arrondissements de Paris et correspondant de la Société académique de Saint-Quentin.
Ne quittant la rue Jacob ou le quai Malaquais que pendant quelques semaines d’été pour se rendre dans sa petite maison d’Aulnay, ou visiter une bibliothèque perdue au fond de quelque vieux château de province, il est mort subitement d’une embolie, dans son appartement parisien du 30 rue Jacob:55-6, alors qu’il corrigeait les épreuves d’un catalogue des ouvrages d’Anatole Bailly. Il repose au cimetière du Montparnasse. Sa tombe est l’œuvre du sculpteur Albert Bartholomé.

## Hommages
La ville de Paris lui a rendu hommage, au lendemain de sa mort, en donnant son nom à un square, le square Honoré-Champion.

## Publications
- Annuaires militaires au XVIIIe siècle : notes d’un soldat, Paris, Éditions Honoré Champion, 1881 (réimpr. 1901), 14 p., in-8º (OCLC 457465737, lire en ligne sur Gallica).